# Antislipschool
Een antislipschool is een instelling, waar men onderricht krijgt in beheersing van een voertuig dat dreigt in een slip te geraken of al in een slip is geraakt. In de volksmond kreeg de instelling de naam Slipschool.

## Geschiedenis

### ENAS
Peter Gijswijt (1917-1988) richtte eind jaren '40 de ENAS (Eerste Nederlandse Antislipschool, later kortweg ASS (Anti-slipschool)) op Schiphol-Oost op om voertuigbeheersing onder alle rijomstandigheden te oefenen. Veel prominente Nederlanders, beroepschauffeurs en anderen die veelvuldig op de weg zaten, maakten gebruik van deze opleiding. Later werd de school verplaatst naar Amsterdam-Zeeburg.

### Slotemakers Antislipschool
Rob Slotemaker raakte begin jaren ’50 onder de indruk van de voertuigbeheersing die Gijswijt hem bijbracht dat hij besloot zelf een antislipschool te beginnen bij zijn thuishaven, Circuit Zandvoort. Hij begon in 1957 op een doodlopend weggedeelte van het circuit samen met Peter Gijswijt Slotemakers anti-slipschool. Ook na Slotemakers overlijden in 1979 werd de school voortgezet en in 1982 overgenomen door de Delftse groothandel en handelsbemiddeling in auto-onderdelen en -accessoires Interstate. Jan Lammers, die als assistent bij de school begon, heeft zijn race-carrière te danken aan zijn opleiding op de school, waar Slotemaker zijn talent zag. De school bestaat nog steeds onder de naam Slotemakers Antislipschool.
  
In 1964 werd een tweede antislipschool in Deurne (Rakt) geopend, maar werd na het overlijden van Slotemaker in 1979 gesloten.    

### KNAC
De Koninklijke Nederlandsche Automobiel Club (KNAC) richtte ook antislipscholen op. In Deelen werd een school in 1961 geopend, in Drachten in 1962, en in Rijswijk (Ypenburg) werd naast de oude hoofdingang van het voormalig vliegveld Ypenburg door prins Claus in 1969 geopend. Deze school was gevestigd op een oud en afgesloten deel van Rijksweg 13. Dit weggedeelte werd veelvuldig gebruikt voor oefening voor tankauto- en buschauffeurs en opgeheven in 1998. De school in Drachten is nog steeds actief.

### ANWB
Via de ANWB worden lessen gegeven door ANWB Rijvaardigheidscentrum Lelystad (voorheen: ANWB Test & Trainingscentrum Lelystad). 

### Particuliere ondernemingen
Onder de vlag van 'avonturen' worden antislipcursussen aangeboden o.a. in Nuenen, meer bedoeld om de sensatie van het slippen mee te maken.  